# Baños del Alto
Las baños del Alto son manantiales termales ubicados en la Región de Valparaíso utilizados para fines medicinales. Sin embargo, no aparecen en mapas conocidos y disponibles.

## Ubicación
El pueblo de Santa María, al oeste de San Felipe, esta en las coordenadas -32.747227478957505 S, -70.65671281865238 W. Sin embargo, un lugar con el nombre "baños del Alto" no pudo ser encontrado en los mapas disponibles.

## Historia
Luis Risopatrón lo describe en su Diccionario Jeográfico de Chile de 1924:: 67 
Baños del Alto (Termas) 32° 37'? 70° 35'? Se encuentran al pié de la serranía de Jahuel, a unos S kilómetros al N del caserío de Santa María. 68, p. 36.